# Mitromorpha hierroensis
Mitromorpha hierroensis é uma espécie de gastrópode do gênero Mitromorpha, pertencente a família Mitromorphidae.